# Apodemus hyrcanicus
Il topo selvatico caucasico (Apodemus hyrcanicus  Vorontsov, Boyeskorov & Mezhzherin, 1992) è un roditore della famiglia dei Muridi diffuso nell'Asia centrale.

## Descrizione

### Dimensioni
Roditore di piccole dimensioni, con la lunghezza della testa e del corpo tra 95 e 107 mm, la lunghezza della coda tra 94 e 107 mm, la lunghezza del piede tra 22,5 e 24 mm, la lunghezza delle orecchie tra 15 e 19 mm e un peso fino a 35 g.

### Aspetto
Le parti superiori sono marroni scure, mentre le parti ventrali sono bianche. Una macchia bruno-giallastra di forma ovale e dai margini sfumati è presente sul petto. La coda è lunga quanto la testa ed il corpo, scura sopra, più chiara sotto.

## Biologia

### Comportamento
È una specie terricola.

## Distribuzione e habitat
Questa specie è diffuso lungo le coste del Mar Caspio dell'Azerbaigian sud-orientale e Iran settentrionale e lungo i confini tra l'Iran ed il Turkmenistan.
Vive nelle foreste decidue a foglia larga fino a 2.000 metri di altitudine.

## Conservazione
La IUCN Red List, considerato che la popolazione si è ridotta di circa il 20% negli ultimi 10 anni a causa della perdita del proprio habitat, classifica A.hyrcanicus come specie prossima alla minaccia (NT).